# Calea ferată Titan Sud–Oltenița
Linia CF Titan Sud–Oltenița este o cale ferată din România, simplă, neelectrificată, inaugurată în anul 1911. Până în anul 1998, halta Titan Sud, s-a numit 23 August, după uzina cu același nume, situată în apropiere, iar București Sud Grupa Călători s-a numit Cățelu. Începând cu data de 22.03.2012, linia este operată de S.C. Transferoviar Călători S.R.L., cu 23 de trenuri regio pe zi. Ocazional, se realizează și trafic de marfă. Această linie mai are opriri și la București Sud (Cățelu) Căldăraru, Tânganu, Frunzănești, Plătărești, Podu Pitarului, Cucuieți-Sudiți, Gălbinași, Vasilați, Budești, Negoești, Șoldanu, Luica, Curcani și Valea Roșie. 

## Istorie
Pe data de 8 februarie 1986, halta Titan Sud (fosta 23 August) s-a înființat. Până pe data de 21 martie 2012. CFR Călători a circulat pe această secție. Acum câțiva ani, pe traseul Oltenița - București Sud Gr.Călători (Cățelu) circula cu viteza medie de 28 km/h, iar pe traseul București Sud Gr.Călători (Cățelu) - Titan Sud trenul circula cu 15 km/h, iar acum, viteza de circulație este de 70 km/h. Pe data de 1 septembrie 2014, s-au înființat haltele Căldăraru și Soldanu, iar, în prezent, trenurile opresc și în aceste doua halte. Spre Oltenița se circulă cu viteze mari, undeva de la 30 la 70-80 km/h, astfel încât, tot traseul se parcurge în aproximativ 90 de minute, și se circulă cu câte 11 perechi de trenuri regio pe zi, respectiv 9 (retur). În prezent trenurile circulă cu viteza de 80 km/h pe aproximativ toată ruta, pe o porțiune de 46 km, iar alta de vreo 13 km viteză e de la 30 la 60 km/h. În trecut, se circula cu nașul, majoritatea călătorilor erau blatiști, și nu era nici trafic de marfă, mai exact, vitezele erau foarte mici din cauza infrastructurii. Acum, viteza maximă e de 80 km/h, nu mai sunt blatiști și se pot cumpăra bilete și de la controlori. De la durata anterioară de peste 2 ore a călătoriei de 60 km între Titan și Oltenița, în prezent aceasta a scăzut la aproximativ 1 oră și 30 de minute. Cea mai mică durată (acum) este de 1h 24m (84 de minute). Din 27 mai 2016 s-a înființat și halta Podul Pitarului, în aceeași zi a crescut viteza trenurilor la 80 km/h.
În perioada R.S.R, la opririle Titan Sud (23 August), Frunzănești, Gălbinași, Curcani, Budești și Oltenița erau mai multe linii ne-luând în calcul cele pentru efectuarea manevrei Cruce. La Curcani, Frunzănești și Cățelu se făceau triaje. La Halta din Curcani exista o rampă pentru sfecla de zahăr. La Halta din Gălbinași exista AEIPI Gălbinași, un combinat unde se fabricau diverse obiecte. Halta din Frunzănești se deosebea de restul opririlor prin industria lemnului și cărbunelui. În prezent, singurele opriri ce rămân cu titulatura de gări rămân cea din Oltenița și cea din Cățelu. La Cățelu încă mai este trafic de marfă, fiind una din cele mai mari gări când vine vorba de traficul de marfă.
În trecut, calea ferată ducea până la Gara Obor, unele vagoane opreau la Titan, în timp ce unele vagoane mergeau la Obor. Pe la începutul anilor 2010 s-a desființat tronsonul Titan-Obor, astfel aducând capul de linie la Titan.
În prezent linia rămâne doar o linie simplă de tren și o amintire a unei mari linii din Epoca de Aur.